# Alembic (Computergrafik)
Alembic ist ein Datenformat  zum Austausch von geometrischen Daten unter Computergrafikern und -animatoren, die vernetzt an einem gemeinsamen Projekt arbeiten. Seit seiner Vorstellung durch Sony Pictures Imageworks und Lucasfilm am 9. August 2011 auf der Computergrafikkonferenz SIGGRAPH hat sich Alembic als quasi Standard etabliert. Der Programmcode von Alembic ist offen, also Open Source.
Anders als ältere Austauschformate wie .obj und .fbx beschränkt sich Alembic nicht auf die reine Geometrie von Polygon- oder NURBS-Objekten, sondern erfasst auch Partikel, Licht und die Hierarchien von Computergenerierten 3D-Szenen. Wenn Alembic etwa die Daten von Texturen auf Objekten speichert, geschieht das über ein Festschreiben der Texturen auf den Objekten, in der Industrie englisch „baking“ genannt.
Seine Programmierer haben Alembic nach einer Bar in San Francisco benannt.
Die Dateinamenserweiterung lautet „abc“.